# Catalina eddy

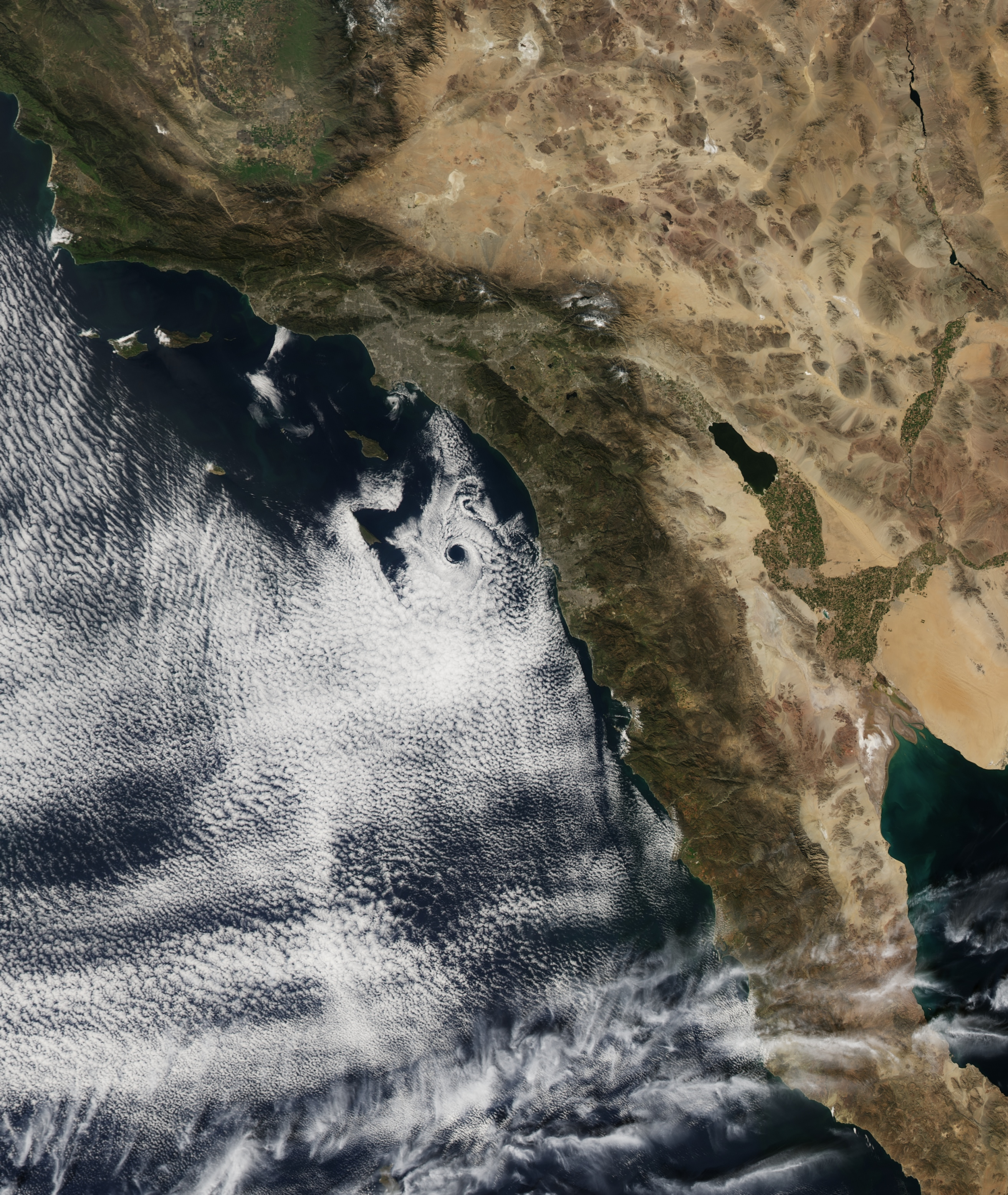
Một Catalina Eddy trong tháng 2, 2013.

Catalina Eddy, là một hiện tượng thời tiết cục bộ xảy ra ở California, Hoa Kỳ. Dòng xoáy này dẫn đến "Bóng tối tháng Sáu", là một phần của thời tiết cuối mùa xuân và đầu mùa hè ở miền Nam California. Con xoáy lấy tên từ đảo Santa Catalina, gần khu vực Los Angeles nhất; trung tâm của xoáy thường nằm ở trên hoặc gần đảo.

## Đặc điểm
Những cơn Catalina Eddy có thể phát triển vào bất cứ lúc nào trong năm, nhưng nó phổ biến nhất vào giữa tháng 4 và tháng 9 và đạt đỉnh điểm vào tháng 6. Trong những tháng này, dòng chảy ở tầng trên phía tây bắc dọc theo bờ biển California được đưa vào bờ bởi Quần đảo Channel. Khi dòng chảy bị chặn lại bởi những ngọn núi bao quanh Lưu vực Los Angeles về phía đông và phía bắc, một dòng xoáy ngược chiều kim đồng hồ được tạo ra. Khi nhiệt độ giảm xuống sau khi mặt trời lặn, lớp biển sâu hơn và các đám mây địa tầng ven biển dày lên. Trong khi xoáy nước có đường kính tương đối nhỏ, hiếm khi hơn 100 dặm (160 km), nó có thể kéo dài vào các thung lũng nội địa và thậm chí vào cả sa mạc Mojave ở phía tây nam. Một xoáy Catalina rất mạnh có thể sâu tới 6000 feet (1,8 km).
Một Catalina Eddy hiếm khi kéo dài: vì sức nóng trên các sa mạc làm cho không khí tăng lên, kết quả là gradient áp suất và sự gia tăng của gió bình thường trên bờ làm cho xoáy tan. Kết quả là dự báo thời tiết địa phương phổ biến kêu gọi "đêm muộn và sáng sớm có mây và sương mù thấp, sau đó là nắng chiều và gió biển.